# Besuchermonitoring in Natur- und Landschaftsschutz
Unter Besuchermonitoring in Natur- und Landschaftsschutz versteht man die wiederholte systematische Erhebung und Auswertung von Schlüsselindikatoren hinsichtlich der von den Besuchern ausgehenden Belastungen in Schutz- und Erholungsgebieten.
Im Monitoringprogramm werden Daten über die Aktivitäten, das Verhalten und die Motive der Besucher gesammelt. Mithilfe des Besuchermonitorings lassen sich die lokalen Einflüsse der Besucher auf die Natur identifizieren und quantifizieren. Durch die Dokumentation der langfristigen Entwicklung geben Monitoring-Daten Auskünfte über die Wirksamkeit von Managementmaßnahmen und dienen als Entscheidungsgrundlage für neue Maßnahmen im Besuchermanagement. Im Rahmen des Besuchermanagements in Schutz- und Erholungsgebieten ist das Monitoring der Besucheraktivitäten neben der Besucherkommunikation von besonderer Bedeutung für einen ökologisch und ökonomisch erfolgreichen Schutz- und Erholungsgebietstourismus.

## Indikatoren des Besuchermonitorings
Die Schlüsselindikatoren umfassen Daten über den Zustand der natürlichen Umgebung (z. B. Vegetation, Vegetationsschäden, Erosion etc.) sowie über Menge, Aktivitäten, Verhalten und Motive der Besucher. In der Regel werden Schlüsselindikatoren und eventuelle Schwellenwerte bereits bei der Zielformulierung eines Schutzgebietes im Rahmen des Parkmanagements festgelegt. Eine möglichst genaue Kenntnis der Besucherfrequenzen und -strukturen ermöglicht die Erarbeitung effizienter Lenkungs- und Informationsmaßnahmen, mit welchen eine Verminderung der Störungen durch die Besuchenden angestrebt wird.
Die Indikatoren beinhalten folgende Aspekte:
1. Nutzung: Erhebung von quantitativen Daten über Besucherzahlen, Aufenthalt in räumlicher und zeitlicher Hinsicht
2. Besucherprofile: quantitative und qualitative Informationen über demographische und sozio-ökonomische Merkmale der einzelnen Besucher, Gründe für den Besuch, Absichten und Motivationen, Präferenzen, Erwartungen und Informationsbedarf
3. Ergebnisse des Besuchs: quantitative und qualitative Informationen der Besucher bzgl. (Un-)Zufriedenheit, Anregungen und Kommentaren
4. Auswirkungen der Besuche: Erhebung von Schäden an Vegetation und Infrastrukturen, Abfallaufkommen usw.

## Monitoringprogramm
Das Monitoringprogramm beschreibt die Vorgehensweise beim Besuchermonitoring.
Die detaillierte Planung des Monitorings vor den Felderhebungen ist notwendig, um Ressourcen effizient einzusetzen und die sinnvolle und wiederholte Anwendung der getroffenen Maßnahmen zu überprüfen. Das Besuchermonitoring befolgt dabei folgende Schritte:
1. Ziele festlegen: Identifikation gebiets- und aktivitätsspezifischer Probleme oder  Erhebung von Grundlagendaten für das Parkmanagement
2. Bestehende Ansätze überprüfen
3. Monitoringplan entwickeln, der
  - die geplanten Maßnahmen und die Begründung ihrer Verwendung enthält,
  - die Indikatoren auflistet (u. a. spezifische Nutzungsmerkmale, die gemessen werden sollen),
  - den Ablauf des Monitorings (Häufigkeit, Zeitvorgabe, Einsatzort, Methodenwahl) beschreibt,
  - die Analyse und Darstellung der Daten konkretisiert,
  - die Verantwortlichen des Monitorings nennt.
4. Feldarbeit durchführen
5. Analyse- und Berichtsprozeduren entwickeln
6. Monitoring-Daten für das Management verwenden

### Methoden des Besuchermonitorings
Die Datenerhebung erfolgt über direkte und indirekte Methoden (siehe Abbildung). Die direkten Methoden gliedern sich in manuelle und automatische Zählmethoden. Letzteren wird in jüngster Zeit aufgrund von neuen und verbesserten Technologien eine zunehmende Bedeutung beigemessen.
Die anhand von Erholungsnutzungsspuren erfassten Daten (indirekte Methoden) müssen erst interpretiert werden, um auf Besucherzahl und -verhalten schließen zu können und spielen in der Praxis eine untergeordnete Rolle.
Die Methodenwahl ist unter anderem abhängig von den Freizeitaktivitäten und dem zu untersuchenden Raum bzw. Wegnetz.
Eine Kombination von verschiedenen Methoden empfiehlt sich zur Aufnahme verschiedener Aktivitäten. Automatische Zählungen müssen unbedingt kalibriert werden, um systematische Fehler eliminieren zu können.

#### Direkte Methoden
Befragungen: Mündliche oder schriftliche Befragungen liefern qualitative Informationen über die Motivation und Bedürfnisse der Erholungssuchenden, zum Beispiel soziodemographische Daten der Besucher, ihre Gewohnheiten und Aktivitäten, Strecke, die sie innerhalb des Gebietes für ihre Aktivitäten wählen.
Direkte Beobachtungen/Zählungen: Während der reinen Zählung können gleichzeitig  deskriptive Daten erfasst werden. Dabei ist es wichtig die Zählung an fixen Punkten durchzuführen. Diese Methode ist auf kurzzeitige Beobachtungsperioden ausgerichtet. Für langfristige Beobachtungen sowie außerhalb von Zonen mit hoher Besucherdichte und fernab von Hauptzutrittswegen ist sie aus Kostengründen (Personalaufwand) wenig relevant.
Indirekte Beobachtungen: Indirekte Beobachtungen werden mittels (Zeitraffer-)Kameras und Luft- und Satellitenbildern vorgenommen. Über die Zählung hinaus können deskriptive Daten gesammelt werden. Die Interpretation der Daten verursacht in Abhängigkeit von den erfassten Aspekten (nur Zählung oder auch Eigenschaften wie Gruppengröße) hohe Personalkosten. Weitere Kosten fallen für die Wartung der technischen Geräte an. Die Kameras dürfen im Gelände nicht offensichtlich erkennbar sein. Erholungssuchende sollten über die Kamerabeobachtung informiert werden. Der Einsatz von Kameras ist aus Datenschutzgründen zu hinterfragen. Die Aufnahme sollte an Hauptwegen stattfinden, nicht an Rückzugsorten der Besucher (Picknickplätze, Badestellen).
Anzahl der Eintritte: In Gebieten, die nur gegen Eintrittsgeld betreten werden dürfen, kann die Erfassung der Besucherzahl über die Anzahl verkaufter Eintrittsberechtigungen ermittelt werden.
Automatische Personenzählsysteme: Es gibt eine Vielzahl von Möglichkeiten Personen oder Fahrzeuge automatisch zu erfassen. Die Sensoren funktionieren meist mittels mechanischem Druck oder elektromagnetischen Wellen. Automatische Erhebungsmethoden bedürfen einer Kalibrierung. Die Kalibrierzählung am Standort der automatischen Erhebung dient der Eliminierung der systematischen Fehler der automatischen Datenerhebung. Die manuellen Zähldaten dienen als Referenz, mit welchen die automatischen Zählungen korreliert werden.

#### Indirekte Methoden
Methoden der Kartierung von Nutzungsspuren spielen in der Besuchererfassung eine untergeordnete Rolle, da es schwierig ist von Besucherspuren auf die Besucherzahl zu schließen. Müll gibt einen Hinweis auf das Besucherverhalten. Vegetationsschäden sind Indikatoren für Übernutzung. Die Auswertung von Fußspuren findet in Gebieten mit niedriger Besuchernutzung Anwendung. Die Spuren geben Auskunft über die Bewegungsrichtung.

#### Kalibrierzählung
Die Kalibrierzählung am Standort der automatischen Erhebung dient der Eliminierung der systematischen Fehler der automatischen Datenerhebung. Die manuellen Zähldaten dienen als Referenz, mit welchen die automatischen Zählungen korrigiert werden.

### Auswertung der erhobenen Daten
Je nach erhobenen Daten und angewendeten Methoden gibt es eine Vielzahl von möglichen Auswertungen. Neben der Darstellung der Besucherstruktur und -charakterisierung interessieren oft die Wegauslastung, Spitzen, zeitliche und räumliche Verteilung der Besuchenden und die Art der Nutzung. Neben Tabellen und Diagrammen bietet sich auch die Darstellung als Karte mittels GIS an. So können die Daten unmittelbar in den räumlichen Bezug gestellt werden.
Das Besucherstrommodell ist eine Möglichkeit dynamisch die Auslastung von Besucherfrequenzen auf Wegabschnitten zu simulieren. Das Besucherstrommodell basiert einerseits auf Daten des Besuchermonitorings, andererseits auf georeferentiellen Informationen. Anhand des Modells lassen sich stark frequentierte Gebiete eruieren und es dient als Entscheidungsgrundlage für Lenkungsmassnahmen.

## Erfolgsfaktoren des Besuchermonitorings
Vor allem in großen Schutzgebieten stellt das Besuchermonitoring eine komplexe Aufgabe dar. Ein erfolgreiches Besuchermonitoring stützt sich auf folgende Prinzipien. Es müssen klare Ziele definiert werden. Dies ermöglicht die Erhebung der relevanten Daten. Die Indikatoren müssen aussagekräftig sein. Die Erhebungen müssen wiederholbar sein um Veränderungen aufdecken zu können. Die Informationsspeicherung und -abrufbarkeit muss gut geplant und durchgeführt werden. Zur Erhebung wird eine Stichproben-Strategie gewählt, die kostengünstige, stabile Daten liefert. Eine Qualitätssicherung muss gewährleistet werden. Die Leitung und Verantwortung für die Gestaltung und Durchführung des Besuchermonitoring-Programmes liegt in der Hand von erfahrenen Managern. Das Finanzierung des Monitorings muss garantiert sein.

## Einzelnachweis
1. ↑  A. Muhar, A. Arnberger, C. Brandendburg: Methods for Visitor Monitoring in Recreational and Protected Areas: An Overview. In: A. Arnberger, C. Brandenburg, A. Muhar (Hrsg.): Monitoring and Management of Visitor Flows in Recreational and Protected Areas. Conference Proceedings, 1–7 2002.